# Cordon bleu (cuisine)
 (octobre 2024).
Pour les articles homonymes, voir Cordon bleu (homonymie).
Le cordon bleu, parfois orthographié cordon-bleu, est un plat, dont l’origine oscille entre la France et la Suisse.
Il est préparé avec une escalope de porc, parfois de veau voire de dinde roulée autour de jambon et de fromage, puis panée.

## Étymologie
L'origine du nom est sujette à discussions :
- Expression française signifiant « être un fin cuisinier », originaire de l'Ordre chevalier du Saint-Esprit portant littéralement un « Cordon bleu » comme distinction honorifique[2].

- Cordons bleus utilisés par les cuisiniers italiens pour tenir entre elles les tranches d'escalope farcies[2].

## Historique
L'origine exacte du Cordon bleu n'est pas connue. Mais l'hypothèse suisse, du Canton du Valais, est l'une des plus acceptées à travers le monde.
On retrouve l'une des origines du cordon bleu en France lors d'un concours baptisé le « Cordon bleu » en 1930. Le plat gagnant, qui n'avait pas de nom, aurait été désigné après sa victoire « le Cordon bleu » en l'honneur du concours et de l'adage « être un cordon bleu ».
Une autre piste passe par l’Atlantique. En 1933, le luxueux paquebot de la marine marchande allemande, Bremen, bat le record de vitesse de la traversée Brême-New York. Son capitaine, Leopold Ziegenbein, est récompensé par le Ruban bleu, distinction attribuée par les compagnies de navigation transatlantique au commandant du navire le plus rapide du monde. Pour fêter l’événement, le commandant demanda à son cuisinier Suisse romand de concocter un plat avec du fromage. Le cuisinier fourra alors du fromage dans une escalope et baptisa la recette : « Cordon bleu ». Il aurait rapporté cette recette de France ou de Suisse, selon le chef steward.
Une dernière hypothèse mène à Brigue, en Valais. Il y a 200 ans, une cuisinière valaisanne se retrouva face à un sérieux problème : elle avait deux fois plus d’invités que prévu. Elle découpa alors 60 escalopes au lieu de 30 à partir de son carré de porc et garnit les portions avec du jambon cru valaisan et du fromage.
Le cordon bleu serait donc une invention suisse ou française, cuisiné sur un paquebot allemand par un cuisinier suisse romand, à partir d'une recette française ou suisse ; par une cuisinière valaisanne il y a 200 ans ; ou par un Français lors d'un concours de cuisine en 1930.
Le fameux Cordon bleu n’est cependant connu que depuis peu de temps. On ne trouve aucune trace de sa recette avant ou après la Seconde Guerre mondiale. Cependant, dès 1970, le Cordon bleu est bien représenté dans le monde sur les cartes des restaurants.
La première mention faite au veal cordon bleu (« cordon bleu de veau ») date de 1958 dans le Los Angeles Times. Elle figure parmi les plats à la mode servis dans le monde des affaires : « Veal cordon bleu will be the piece de resistance on the menu » (« le cordon bleu de veau sera le plat de résistance du menu ») (P. SG A9).
La première référence dans le New York Times est une publicité pour United Airlines parue dans le numéro du 21 février 1962 (p. 39) : « Your Entree. It might be a tender filet mignon, stuffed breast of chicken or veal Cordon Bleu. Served with it, a vegetable and potatoes in one of a dozen tempting styles. » (« Votre plat pourrait être un filet mignon tendre, une poitrine de poulet farcie ou un cordon bleu de veau, accompagné de légumes et de pommes de terre cuisinés selon une de nos douze recettes. »). On trouve une référence à un « cordon bleu de poulet » dans le même magazine en 1967.
La première référence au chicken cordon bleu (« cordon bleu de poulet ») est aussi une publicité pour United Airlines, parue dans le New York Times du 5 juin 1967 (p. 27) : « Top Sirloin. Fine Wine. Color Movies. This is Coach? United's Blue Carpet to California. Blue Carpet is the best reason for flying Coach on your vacation to Los Angeles or San Francisco. What's in it for you? Top Sirloin Steak-or Chicken Cordon Bleu, if you wish-prepared by our own European-trained chefs. Champagne or fine red wine (at nominal cost)… Even a special children's menu. » (« La meilleure pièce de bœuf, un bon vin et des films en couleurs. C'est le vol Tapis Bleu de Coach United Airlines vers la Californie. Tapis bleu est la meilleure raison pour vous envoler avec Coach pour vos vacances à Los Angeles ou à San Francisco. Qu'y a-t-il pour vous ? Au choix : un steak d'aloyau, ou un Chicken Cordon Bleu, préparé par nos cuisiniers formés en Europe, du champagne ou un excellent vin rouge (à prix doux)… Et même un menu spécial enfants. »).
D'après Patricia Bunning Stevens, le Chicken Cordon Bleu (« cordon bleu de poulet ») serait une invention américaine assez récente s'appuyant sur deux recettes traditionnelles européennes : le poulet à la Kiev, authentique plat ukrainien fait de blancs de poulet aplatis, garnis de beurre assaisonné, panés et frits. Le Chicken Kiev devint populaire aux États-Unis dans les années 1960 après avoir été une spécialité des restaurants raffinés. Des variations ont alors proliféré avec le Veal Cordon Bleu de Suisse ou le Schnitzel Cordon Bleu d'Autriche. Dans ces deux cas, il s'agit d'escalopes de veau aplaties entourant de fines tranches de jambon et d'emmental ou de gruyère, puis panées. Les Chicken Cordon Bleu résulteraient alors d'un mélange du cordon bleu de veau et du poulet à la Kiev.
Bien que des recettes similaires pré-existent en Europe, l'expression « cordon bleu » apparaît dans des titres de recettes avec le Veal Cutlet Cordon Bleu en 1964 (Variations with Veal, Los Angeles Times, 5 mars, p. D8) et le Chicken Breasts Cordon Bleu en 1968 (« Time and Care Go Into Chicken Cordon Bleu », Los Angeles Times, 11 juillet, p. H10).

### Filmographie
- Martin Blanchard & Maud Gangler, « La grande malbouffe », sur arte.tv, 2021.